# Đảng ủy Bộ Nội vụ Đảng Cộng sản Việt Nam
Đảng ủy Bộ Nội vụ hay còn được gọi là Ban chấp hành Đảng bộ Bộ Nội vụ là cấp ủy trực thuộc Đảng bộ Chính phủ của Đảng Cộng sản Việt Nam. Đây cơ quan lãnh đạo cao nhất của Đảng bộ Bộ Nội vụ giữa hai nhiệm kỳ Đại hội, có chức năng lãnh đạo, kiểm tra, giám sát các tổ chức cơ sở đảng trực thuộc phát huy vai trò hạt nhân chính trị, lãnh đạo cán bộ đảng viên và cán bộ, công chức, viên chức, người lao động chấp hành Cương lĩnh chính trị, Điều lệ, nghị quyết, chỉ thị của Đảng, chính sách, pháp luật của Nhà nước, nghị quyết của cấp ủy cấp trên, của Đảng ủy, bảo đảm hoàn thành tốt nhiệm vụ chính trị của Ngành, của cơ quan đơn vị. Xây dựng Đảng bộ trong sạch vững mạnh gắn với xây dựng chính quyền và các đoàn thể trong cơ quan Bộ Nội vụ vững mạnh.

## Chức năng nhiệm vụ
Đảng bộ Bộ Nội vụ trực thuộc Đảng bộ Chính phủ có chức năng lãnh đạo, kiểm tra, giám sát các tổ chức cơ sở đảng trực thuộc phát huy vai trò hạt nhân chính trị, lãnh đạo đảng viên và cán bộ, công chức, viên chức, người lao động chấp hành Cương lĩnh chính trị, Điều lệ Đảng, đường lối, chủ trương của Đảng, chính sách, pháp luật của Nhà nước, nghị quyết của cấp ủy cấp trên, bảo đảm hoàn thành tốt nhiệm vụ chính trị của cơ quan, đơn vị; Xây dựng đảng bộ, chi bộ trong sạch, vững mạnh gắn với xây dựng chính quyền và các đoàn thể trong cơ quan, đơn vị vững mạnh.
Đảng bộ Bộ Nội vụ có nhiệm vụ lãnh đạo thực hiện nhiệm vụ chính trị; Lãnh đạo công tác chính trị, tư tưởng; Tham gia công tác tổ chức, cán bộ; Xây dựng tổ chức đảng; Lãnh đạo các đoàn thể quần chúng;
Đảng bộ Bộ Nội vụ được thực hiện các quyền của cấp ủy cấp trên trực tiếp tổ chức cơ sở đảng theo quy định của Điều lệ Đảng và quy định của Ban Chấp hành Trung ương; được quyết định thành lập, giải thể, chia tách, sáp nhập, kiện toàn các tổ chức đảng trực thuộc; chỉ định, chuẩn y cấp ủy, ủy ban kiểm tra; phát thẻ, quản lý thẻ đảng viên, công nhận đảng viên chính thức; quyết định kết nạp lại đảng viên sau khi được Ban Thường vụ Đảng ủy Chính phủ đồng ý bằng văn bản; ủy quyền cho đảng ủy cơ sở quyết định kết nạp, khai trừ đảng viên khi có đủ điều kiện; quyết định về khen thưởng, kỷ luật đảng viên theo quy định

## Tổ chức
- Văn phòng Đảng ủy Bộ
- Ban Tổ chức
- Ban Tuyên giáo và Dân vận
- Uỷ ban Kiểm tra
- Các Đảng ủy, chi ủy trực thuộc

## Đảng ủy hiện nay
| Ban Thường vụ Đảng ủy Bộ Nội vụ nước Cộng hòa xã hội chủ nghĩa Việt Nam | Ban Thường vụ Đảng ủy Bộ Nội vụ nước Cộng hòa xã hội chủ nghĩa Việt Nam | Ban Thường vụ Đảng ủy Bộ Nội vụ nước Cộng hòa xã hội chủ nghĩa Việt Nam      | Ban Thường vụ Đảng ủy Bộ Nội vụ nước Cộng hòa xã hội chủ nghĩa Việt Nam | Ban Thường vụ Đảng ủy Bộ Nội vụ nước Cộng hòa xã hội chủ nghĩa Việt Nam |
| Đảng bộ Bộ Nội vụ 2020-2025                                             | Đảng bộ Bộ Nội vụ 2020-2025                                             | Đảng bộ Bộ Nội vụ 2020-2025                                                  | Đảng bộ Bộ Nội vụ 2020-2025                                             | Đảng bộ Bộ Nội vụ 2020-2025                                             |
| Thứ tự                                                                  | Tên                                                                     | Chức vụ Đảng                                                                 | Chức vụ Nhà nước                                                        | Ghi chú                                                                 |
| ----------------------------------------------------------------------- | ----------------------------------------------------------------------- | ---------------------------------------------------------------------------- | ----------------------------------------------------------------------- | ----------------------------------------------------------------------- |
| 1                                                                       | Phạm Thị Thanh Trà                                                      | Bí thư Đảng ủy Bộ                                                            | Bộ trưởng Bộ Nội vụ                                                     | [ 5 ]                                                                   |
| 2                                                                       | Trương Hải Long                                                         | Phó Bí thư thường trực Đảng ủy                                               | Thứ trưởng Bộ Nội vụ                                                    |                                                                         |
| 3                                                                       | Nguyễn Mạnh Khương                                                      | - Ủy viên Ban Thường vụ - Chủ nhiệm Ủy ban Kiểm tra Đảng uỷ                  | Thứ trưởng Bộ Nội vụ                                                    |                                                                         |
| 4                                                                       | Nguyễn Huy Hưng                                                         | - Phó Bí thư chuyên trách Đảng ủy - Trưởng ban Tuyên giáo và Dân vận Đảng uỷ |                                                                         |                                                                         |
| 5                                                                       | Nguyễn Tuấn Ninh                                                        | - Ủy viên Ban Thường vụ - Trưởng ban Ban Tổ chức Đảng uỷ                     | Vụ trưởng Vụ Tổ chức cán bộ                                             |                                                                         |
| 6                                                                       | Nguyễn Tiến Đạo                                                         | - Ủy viên Ban Thường vụ - Chánh Văn phòng Đảng ủy Bộ                         |                                                                         |                                                                         |
| 7                                                                       | Vũ Chiến Thắng                                                          | Ủy viên Ban Thường vụ                                                        | Thứ trưởng Bộ Nội vụ                                                    |                                                                         |
| 8                                                                       | Cao Huy                                                                 | Ủy viên Ban Thường vụ                                                        | Thứ trưởng Bộ Nội vụ                                                    |                                                                         |
| 9                                                                       | Nguyễn Thị Hà                                                           | Ủy viên Ban Thường vụ                                                        | Thứ trưởng Bộ Nội vụ                                                    |                                                                         |
| 10                                                                      | Nguyễn Văn Hồi                                                          | Ủy viên Ban Thường vụ                                                        | Thứ trưởng Bộ Nội vụ                                                    |                                                                         |